# بطولة غرب آسيا تحت 23 سنة 2024
بطولة اتحاد غرب آسيا تحت 23 سنة 2024 هي النسخة الخامسة من بطولة اتحاد غرب آسيا تحت 23 سنة، وهي بطولة كرة قدم دولية مقيدة بالعمر ينظمها اتحاد غرب آسيا لكرة القدم (WAFF) للمنتخبات الوطنية للرجال تحت 23 سنة في غرب آسيا. تنافست ثمانية فرق في البطولة، مع أربعة فرق من اتحاد غرب آسيا لكرة القدم وأربعة آخرين. كان العراق هو حامل اللقب، لكن أقصي من البطولة من دور المجموعات. وفازت كوريا الجنوبية بلقبها الأول في اتحاد غرب آسيا لكرة القدم بفوزها على أستراليا 4–3 بركلات الترجيح بعد التعادل بنتيجة 2–2.

## فرق
شاركت ثمانية فرق في المسابقة، أربعة من اتحاد غرب آسيا لكرة القدم وأربعة مدعوين آخرين. وشارك العراق مع منتخبه الوطني تحت 19 سنة.
| فريق                     | الظهور | أفضل أداء (سابقاً)                  |
| ------------------------ | ------ | ---------------------------------- |
| أستراليا (المدعو)        | الأول  | لاول مرة                           |
| مصر (المدعو)             | الأول  | لاول مرة                           |
| العراق تحت 20            | الثالث | الفائز (2023)                      |
| الأردن                   | الرابع | الفائز (2021)                      |
| السعودية تحت 21          | الرابع | الفائز (2022)                      |
| كوريا الجنوبية (المدعو)  | الأول  | لاول مرة                           |
| تايلاند (المدعو)         | الأول  | لاول مرة                           |
| الإمارات العربية المتحدة | الرابع | مرحلة المجموعات (2015، 2021، 2023) |

### القرعة
أُجريت قرعة دور المجموعات في 3 مارس 2024 في مقر اتحاد غرب آسيا لكرة القدم في عمان، الأردن. ولا يمكن وضع فرق من نفس المجموعة في كأس آسيا تحت 23 سنة 2024 المقبلة في نفس المجموعة. تم وضع المملكة العربية السعودية المضيفة تلقائيًا في المجموعة الأولى.
|    | فريق         |
| -- | ------------ |
| أ1 | السعودية (H) |
| أ2 | الأردن       |

|    | فريق           |
| -- | -------------- |
| ب1 | كوريا الجنوبية |
| ب2 | تايلاند        |

|    | فريق                     |
| -- | ------------------------ |
| ج1 | مصر                      |
| ج2 | الإمارات العربية المتحدة |

|    | فريق     |
| -- | -------- |
| د1 | أستراليا |
| د2 | العراق   |

## الأماكن
| الهفوف                                                                 | المبرز          |
| ---------------------------------------------------------------------- | --------------- |
| استاد الأمير عبدالله بن جلوي                                           | ملعب نادي الفتح |
| سعة: 19,550                                                            | سعة: 11,000     |
|                                                                        |                 |
| الهفوف المبرزبطولة غرب آسيا تحت 23 سنة 2024 (المملكة العربية السعودية) |                 |

## مرحلة المجموعات

### المجموعة أ
| م | الفريق       | لعب | ف | ت | خ | أ.له | أ.ع | أ.ف | نقاط | التأهل             |
| - | ------------ | --- | - | - | - | ---- | --- | --- | ---- | ------------------ |
| 1 | السعودية (H) | 1   | 0 | 1 | 0 | 1    | 1   | 0   | 1    | مرحلة خروج المغلوب |
| 2 | الأردن       | 1   | 0 | 1 | 0 | 1    | 1   | 0   | 1    |                    |

1. 1 2  فازت المملكة العربية السعودية بنتيجة 2-1 في ركلات الترجيح

| السعودية                                                              | 1–1 | الأردن                                                                        |
| --------------------------------------------------------------------- | --- | ----------------------------------------------------------------------------- |
| - الفراج 52' (ركلة.)                                                  |     | - كلبونة 16'                                                                  |
| ركلات الترجيح                                                         |     |                                                                               |
| - S. Al-Zaid [الإنجليزية] - Al-Faraj - A. Zaid [الإنجليزية] - Barnawi | 2–1 | - مهند أبو طه - Al-Diabat - Afaneh - محمد أبو النادي - Bani Hani [الإنجليزية] |

### المجموعة ب
| م | الفريق         | لعب | ف | ت | خ | أ.له | أ.ع | أ.ف | نقاط | التأهل             |
| - | -------------- | --- | - | - | - | ---- | --- | --- | ---- | ------------------ |
| 1 | كوريا الجنوبية | 1   | 1 | 0 | 0 | 1    | 0   | +1  | 3    | مرحلة خروج المغلوب |
| 2 | تايلاند        | 1   | 0 | 0 | 1 | 0    | 1   | −1  | 0    |                    |

| كوريا الجنوبية        | 1–0 | تايلاند |
| --------------------- | --- | ------- |
| - Cho Hyun-taek 45+2' |     |         |

### المجموعة ج
| م | الفريق                   | لعب | ف | ت | خ | أ.له | أ.ع | أ.ف | نقاط | التأهل             |
| - | ------------------------ | --- | - | - | - | ---- | --- | --- | ---- | ------------------ |
| 1 | مصر                      | 1   | 1 | 0 | 0 | 1    | 0   | +1  | 3    | مرحلة خروج المغلوب |
| 2 | الإمارات العربية المتحدة | 1   | 0 | 0 | 1 | 0    | 1   | −1  | 0    |                    |

| مصر             | 1–0 | الإمارات العربية المتحدة |
| --------------- | --- | ------------------------ |
| - بلال مظهر 82' |     |                          |

### المجموعة د
| م | الفريق   | لعب | ف | ت | خ | أ.له | أ.ع | أ.ف | نقاط | التأهل             |
| - | -------- | --- | - | - | - | ---- | --- | --- | ---- | ------------------ |
| 1 | أستراليا | 1   | 1 | 0 | 0 | 2    | 1   | +1  | 3    | مرحلة خروج المغلوب |
| 2 | العراق   | 1   | 0 | 0 | 1 | 1    | 2   | −1  | 0    |                    |

| أستراليا                        | 2–1   | العراق                       |
| ------------------------------- | ----- | ---------------------------- |
| - لويس داريغو 10' - آلو كول 15' | تقرير | - H. Jaafar [الإنجليزية] 49' |

## مرحلة خروج المغلوب روج المغلوب
|  | نصف النهائي            | نصف النهائي         |                        |       | النهائي | النهائي |
|  |                        |                     |                        |       |         |         |
|  | 23 March – Hofuf       |                     |                        |       |         |         |
|  |                        |                     |                        |       |         |         |
|  | أستراليا (ج.)          | 1 (2)               |                        |       |         |         |
|  | أستراليا (ج.)          | 1 (2)               | 26 March – Al Mubarraz |       |         |         |
|  | مصر                    | 1 (1)               |                        |       |         |         |
|  | مصر                    | 1 (1)               | أستراليا               | 2 (3) |         |         |
|  | 23 March – Al Mubarraz |                     | أستراليا               | 2 (3) |         |         |
|  |                        | كوريا الجنوبية (ج.) | 2 (4)                  |       |         |         |
|  | كوريا الجنوبية         | كوريا الجنوبية (ج.) | 2 (4)                  | 1     |         |         |
|  | كوريا الجنوبية         |                     |                        | 1     |         |         |
|  | السعودية               | 0                   |                        |       |         |         |
|  | السعودية               | 0                   | النهائي                |       |         |         |
|  |                        |                     |                        |       |         |         |
|  | 26 March – Al Mubarraz |                     |                        |       |         |         |
|  |                        |                     |                        |       |         |         |
|  | مصر                    | 2 (2)               |                        |       |         |         |
|  | مصر                    | 2 (2)               |                        |       |         |         |
|  | السعودية (ج.)          | 2 (4)               |                        |       |         |         |

### نصف النهائي
| أستراليا                                                                           | 1–1 | مصر                                                             |
| ---------------------------------------------------------------------------------- | --- | --------------------------------------------------------------- |
| - قرنق كول 15' (ركلة.)                                                             |     | - J. Hollman ‏ 22' (ه.ذ.)                                        |
| ركلات الترجيح                                                                      |     |                                                                 |
| - جوردن كورتني-بيركنز - Okon-Engstler - Girdwood-Reich - Velupillay - لاشلان برووك | 2–1 | - إبراهيم عادل - أسامة فيصل - كريم الدبيس - El Saaiy - أحمد عيد |

| كوريا الجنوبية    | 1–0 | السعودية |
| ----------------- | --- | -------- |
| - Eom Ji-sung 41' |     |          |

### مباراة المركز الثالث
| مصر                                                 | 2–2 | السعودية                                                        |
| --------------------------------------------------- | --- | --------------------------------------------------------------- |
| - محمود صابر عبد المحسن ‏ 5' - حسام عبد المجيد 90+2' |     | - مروان الصحفي 37' - مشاري النمر 86'                            |
| ركلات الترجيح                                       |     |                                                                 |
| - أسامة فيصل - حسام عبد المجيد - Fayed - محمد مغربي | 2–4 | - S. Al-Zaid [الإنجليزية] - Al-Julaydan - Barnawi - مشاري النمر |

### النهائي
| أستراليا                                                           | 2–2   | كوريا الجنوبية                                               |
| ------------------------------------------------------------------ | ----- | ------------------------------------------------------------ |
| - آلو كول 11'، 72'                                                 | تقرير | - لي يونغ-جون 26' - Kang Seong-jin 62'                       |
| ركلات الترجيح                                                      |       |                                                              |
| - آلو كول - جاكوب إيتاليانو - لويس داريغو - J. Hollman ‏ - قرنق كول | 3–4   | - Lee Tae-seok - Lee Kang-hee - An Jae-jun ‏ - Seo Myung-guan |

## الهدافين
عدد الأهداف المُسجلة  29 هدفًا  في 12 مباراة، بمتوسط 2.42 هدفًا في المباراة الواحدة.
3 أهداف
- آلو كول

هدفان
- مهند أبو طه
- عارف الحاج
- Baker Kalbouneh

هدف
- لويس داريغو
- قرنق كول
- حسام عبد المجيد
- بلال مظهر
- محمود صابر عبد المحسن  [لغات أخرى]‏
- Halgurd Jaafar
- Ali Sadiq
- رزق محمد صالح بني هاني  [لغات أخرى]‏
- Abdulaziz Al-Faraj
- مشاري النمر
- مروان الصحفي
- Cho Hyun-taek
- Eom Ji-sung
- Kang Seong-jin
- لي يونغ-جون
- Chitsanupong Choti
- Thanadol Kaosaart
- Mohammed Al-Mansoori

هدف ذاتي
- Jake Hollman (ضد مصر)
- رزق محمد صالح بني هاني  [لغات أخرى]‏ (ضد العراق)

## التصنيف
| ترتيب | المنتخب                  | لعب | فوز | تعادل | خسر | له | عليه | فارق الاهداف | نقاط |
| ----- | ------------------------ | --- | --- | ----- | --- | -- | ---- | ------------ | ---- |
| 1     | كوريا الجنوبية           | 3   | 2   | 1     | 0   | 4  | 2    | +2           | 7    |
| 2     | أستراليا                 | 3   | 1   | 2     | 0   | 5  | 4    | +1           | 5    |
| 3     | السعودية                 | 3   | 0   | 2     | 1   | 3  | 4    | -1           | 2    |
| 4     | مصر                      | 3   | 1   | 2     | 0   | 4  | 3    | +1           | 5    |
| 5     | الأردن                   | 3   | 2   | 1     | 0   | 7  | 3    | +4           | 7    |
| 6     | العراق                   | 3   | 0   | 1     | 2   | 3  | 6    | -3           | 1    |
| 7     | تايلاند                  | 3   | 1   | 0     | 2   | 2  | 4    | -2           | 3    |
| 8     | الإمارات العربية المتحدة | 3   | 0   | 1     | 2   | 1  | 3    | -2           | 1    |